# 복기왕
복기왕(卜箕旺, 1968년 4월 10일~)은 대한민국의 공무원 출신 정치인이다. 제17·22대 국회의원이다. 제5·6대 충청남도 아산시장(2010. 7.~2018. 2.), 문재인 정부 대통령비서실 정무비서관(2019 .1.~2019. 8.)을 지냈다.

## 학력
- 온양국민학교 졸업
- 아산중학교 졸업
- 아산고등학교 졸업
- 명지대학교 무역학 학사
- 고려대학교 정책대학원 도시지방행정학 석사

## 경력
- 충남희망포럼 공동대표
- 전대협동우회 회장
- 청년세계탐구단 이사
- 남북청년교류추진위원회 공동대표
- 제16대 대통령 선거 새천년민주당 노무현 대통령 후보 아산시 선거대책위원장
- 2004년 4월 15일: 대한민국 제17대 국회의원 선거 당선(충남 아산시, 열린우리당, 초선)
- 대통령직속 정책실 신행정수도건설 건설기획단 자문위원
- 민주당 충청남도당 부위원장
- 2010년 6월 2일: 제5회 전국동시지방선거 당선(민선 5기, 충청남도 아산시장, 민주당, 초선)
- 2010년 7월~2014년 6월: 제5대 충청남도 아산시장(민선 5기, 민주당→민주통합당→민주당→새정치민주연합, 초선)
- 2010년 7월~2018년 2월: 아산 무궁화 FC 구단주
- 2014년 6월 4일: 제6회 전국동시지방선거 당선(민선 6기, 충청남도 아산시장, 새정치민주연합, 재선)
- 2014년 7월~2018년 2월: 제6대 충청남도 아산시장(민선 6기, 새정치민주연합→더불어민주당, 재선)
- 2019년 1월~2019년 8월: 대통령비서실 정무비서관
- 2019년 8월~2020년 6월: 더불어민주당 충청남도당 아산시 갑 지역위원회 위원장
- 2020년 6월~2021년 10월: 국회의장 비서실장
- 2021년 12월~: 더불어민주당 충청남도당 아산시 갑 지역위원회 위원장
- 2022년 8월~2024년 7월: 더불어민주당 충청남도당 위원장
- 2024년 4월 10일: 대한민국 제22대 국회의원 선거 당선(충남 아산시 갑, 더불어민주당, 재선)
- 2024년 10월~: 더불어민주당 사회적경제위원회 위원장
- 2024년 11월~: 더불어민주당 당대표특보단 민생특보단 특보

### 의정 활동
- 2004년 5월 30일~2005년 3월 10일: 제17대 국회의원(충남 아산시, 열린우리당, 초선)
  - 2004년 6월~2005년 3월: 제17대 국회 전반기 교육위원회 위원
- 2024년 5월 30일~: 제22대 국회의원(충남 아산시 갑, 더불어민주당, 재선)
  - 2024년 6월~2025년 6월: 제22대 국회 전반기 국토교통위원회 위원
  - 2025년 6월~: 제22대 국회 전반기 국토교통위원회 간사

## 전과
- 공직선거및선거부정방지법위반: 벌금 200만원 - 2004년 12월 17일 선고[1]

## 역대 선거 결과
|  | 37.35% |

|  | 34.13% |

|  | 52.09% |

|  | 49.09% |

|  | 53.79% |

## 소속 정당
| 소속 정당 | 소속 정당      | 소속 기간 | 비고      |
| --------- | -------------- | --------- | --------- |
|           | 새천년민주당   | 2002~2003 | 정계 입문 |
|           | 무소속         | 2003      | 탈당      |
|           | 열린우리당     | 2003~2007 | 창당      |
|           | 대통합민주신당 | 2007~2008 | 합당      |
|           | 통합민주당     | 2008      | 합당      |
|           | 민주당         | 2008~2011 | 당명 변경 |
|           | 민주통합당     | 2011~2013 | 합당      |
|           | 민주당         | 2013~2014 | 당명 변경 |
|           | 새정치민주연합 | 2014~2015 | 합당      |
|           | 더불어민주당   | 2015~2019 | 당명 변경 |
|           | 무소속         | 2019      | 탈당      |
|           | 더불어민주당   | 2019~현재 | 복당      |

## 같이 보기
- 아산시 (선거구)
- 아산시 갑
- 아산시의 국회의원
- 아산시장
- 대한민국의 국회의장비서실장